# Nikolai Kliúiev
Nikolai Alekséievitx Kliúiev (rus: Николай Алексеевич Клюев; Koixtugui, 10 d'octubre de 1884 - Tomsk, 23-25 d'octubre de 1937) va ser un poeta rus. Va ser influenciat pel moviment simbolista, per un fervent nacionalisme i per l'amor al folklore rus. Kliúiev va ser conegut a principi del segle XX com a Líder dels anomenats "poetes camperols". Kliúiev va ser amic proper i mentor de Serguei Iessenin. Detingut el 1933 per contradir la ideologia soviètica, va ser executat el 1937 i rehabilitat pòstumament el 1957.